# Rijklof Michaël van Goens
Rijklof Michaël van Goens (Utrecht, 12 mei 1748 - Wernigerode, 25 juni 1810) was een Nederlands hoogleraar, literator en politicus.

## Biografie
Van Goens was een wonderkind. Reeds op zijn twaalfde had hij de Franse- en de Latijnse school in Utrecht doorlopen. Daarna begon hij aan een studie aan de universiteit in zijn woonplaats. Vier jaar later studeerde hij af. Op 28 juli 1766, op de leeftijd van achttien jaar, werd hij benoemd tot buitengewoon hoogleraar in de oudheden, de geschiedenis, de welsprekendheid en de Griekse taal.
In deze periode schreef hij drie artikelen in het tijdschrift Nieuwe Bydragen tot opbouw van de Vaderlandsche Letterkunde waarin hij zich afzette tegen de heersende literaire opvattingen en de Romantiek in de Republiek introduceerde.

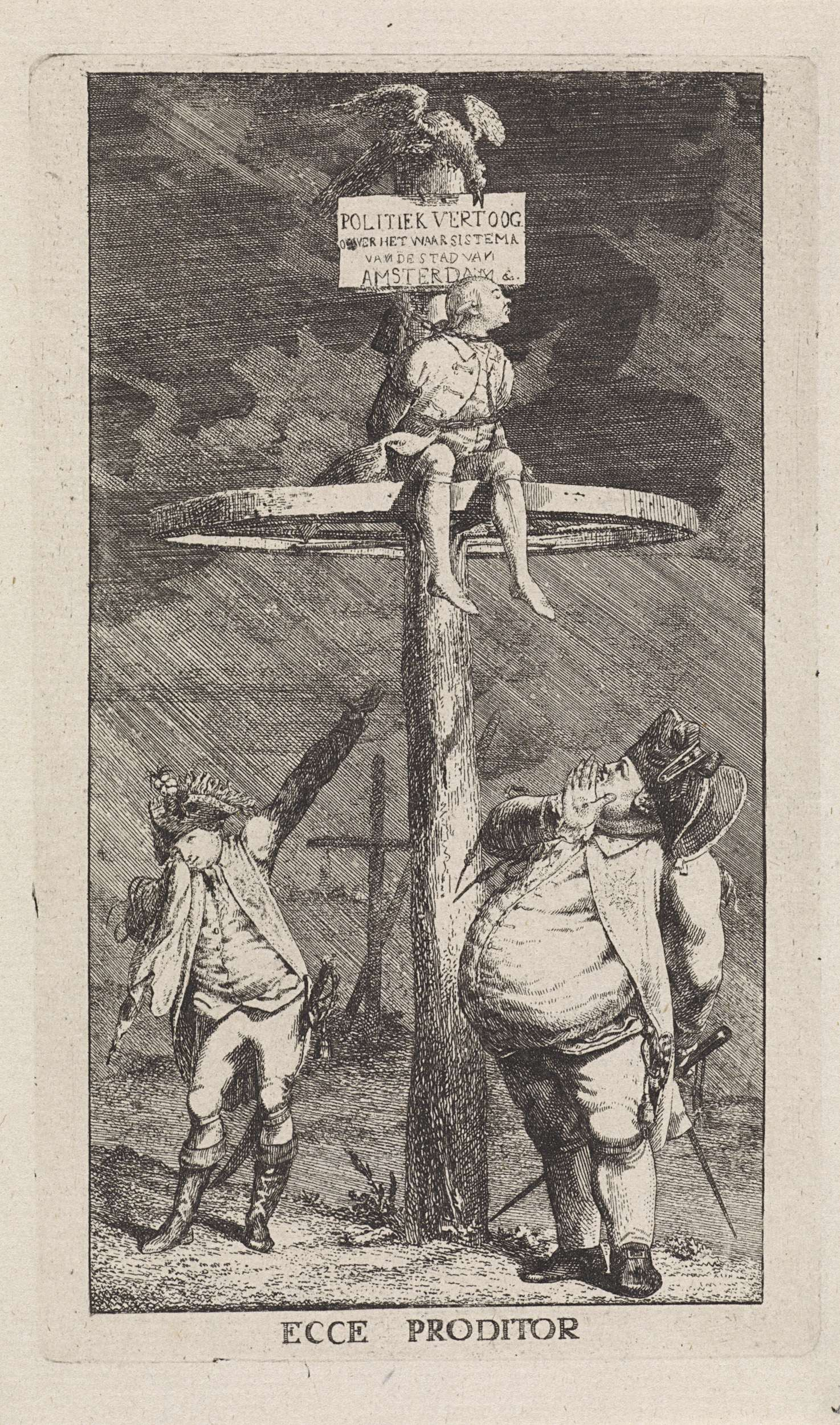
Spotprent op Van Goens (op het rad), 1784

Na een heftige pamflettenstrijd met orthodoxe predikanten over een theologische kwestie gaf hij in 1776 zijn wetenschappelijke carrière op. Hij nam zitting in het stadsbestuur van Utrecht. In de jaren tachtig van de achttiende eeuw ontpopte van Goens zich als de belangrijkste spreekbuis van de prinsgezinden. Hij legde de schuld voor het uitbreken van de Vierde Engelse Oorlog niet bij de Engelsen maar bij de Amsterdamse regenten. Dit standpunt maakte hem niet populair.
In Utrecht kregen de patriotten zoveel aanhang onder de burgerij dat van Goens steeds meer omstreden raakte. In 1783 dienden ruim 300 Utrechtse burgers een petitie in om hem uit de vroedschap te verwijderen. Van Goens wachtte de uitslag niet af en week uit naar Den Haag.
Tot dan was van Goens een vrijdenker, die zelfs van atheïsme werd verdacht. Hij werd nu echter bekeerd tot een piëtistisch christendom. In januari 1786 verklaarde hij alle banden met zijn vaderland te willen verbreken. Hij nam zelfs de geboortenaam van zijn moeder, Cuninghame aan. Hij emigreerde naar Bazel. Vanaf 1793 reisde van Goens door Duitsland, waar hij aan verschillende vorstenhoven verbleef.
De laatste jaren van zijn leven bracht hij in betrekkelijke armoede door in Wernigerode, een klein stadje in de Harz. Hij was ongehuwd.
Van Goens leven kenmerkt zich door een aantal definitieve breuken, onder andere met de wetenschap en met zijn vaderland. Ook vriendschappen en briefwisselingen brak hij vaak radicaal af. De enige uitzondering hierop is zijn vriendschap met zijn jeugdvriend en zwager Hiëronymus van Alphen. Via diens zoon belandde het persoonlijk archief van Rijklof Michaël van Goens in 1874 in het bezit van de Koninklijke Bibliotheek.
In 1878 publiceerde Willem Hendrik de Beaufort een biografie over Ryklof Michael van Goens.